# Surma (lud)
Surma – wspólna nazwa nadana przez rząd Etiopii ludom Suri, Mursi i Me'en. W sumie plemiona te w roku 1998 liczyły około 80 tysięcy osób. Brakuje aktualnych danych o liczebności.
Suri lub Shuri to nazwa osiadłego, nubijskiego ludu pasterskiego, a także używanego przezeń języka w Strefie Bench Maji regionu Jedebub Byhierocz, Byhiereseboczynna Hyzbocz w Etiopii, niedaleko i na granicy z Sudanem Południowym. Występują także na zachód od Mizan Teferi. Liczebność w 1988 roku wynosiła około 20 622.
Mursi lub Murzu to nazwa bardzo ściśle powiązanego z Suri osiadłego ludu pasterskiego Nubii, który posługuje się językiem mursi. Język ten w 80% pokrywa się z językiem suri. Lud ten zamieszkuje centrum sąsiedniego do Suri regionu Omo i niziny południowo-zachodniego Jinka w strefie Debub Omo. Sami Mursi nie uważają się za Surma, jednak występują pomiędzy nimi podobieństwa kulturowe i językowe. Liczebność w 1988 wynosiła około 3258. 
Me'en to nubijskie, osiadłe plemię pasterskie, blisko powiązane z pozostałymi. Posługują się oni językiem o tej samej nazwie, który w ponad 80% pokrywa się z mursi. Występują oni w i w okolicach Bachuma oraz na nizinach na południe, niedaleko rzeki Omo. Liczebność w 1988 wynosiła około 56 585.
Wszystkie te ludy są zbliżone kulturowo. Ich terenami, o które tradycyjnie rywalizują ze swymi sąsiadami, takimi jak plemię Nyangatom, są niegościnne góry. Rywalizacja ta ostatnimi czasy stała się dość krwawa, od kiedy w Etiopii łatwo o broń automatyczną po Sudańskiej Wojnie Domowej. Władze pozwalają obcokrajowcom na podróżowanie przez te tereny wyłącznie z uzbrojoną ochroną. 
Ludy te wykształciły kulturę siły. Mężczyźni tradycyjnie uczestniczą w walkach na kije donga. Raz w tygodniu schodzą się oni z różnych wiosek, przebywając nawet dziesiątki kilometrów wąskimi ścieżkami sawanny, by spotkać się na rytualnych walkach kijami donga. Kij donga ma do 2,5 metra długości i jest zrobiony z bardzo twardego drewna. Walki są dość agresywne i brutalne, z dużym ryzykiem poważnych urazów, a nawet śmierci, choć panuje w nich zasada, że nie można zabić przeciwnika. Walczy się, by udowodnić swoją męskość, rozstrzygnąć osobiste zemsty, a co najważniejsze, by wygrywać żony. Z walkami tymi wiąże się duży prestiż. Mężczyźni zwykle golą głowy na łyso oraz często chodzą nadzy lub skąpo ubrani, nawet podczas walk.
Cechą charakterystyczną plemienia są kobiety, wypychające sobie wargi charakterystycznymi krążkami, o średnicy przekraczającej nawet 12 cm, których rozmiar wskazuje na wielkość posagu kobiety. Kształtowanie ust zaczyna się już u młodych dziewcząt, po usunięciu dolnych zębów, by wpasować w ten sposób krążek. Kobiety rozciągają usta aż do małżeństwa. Jest to jeden z ostatnich ludów świata kultywujących ten zwyczaj, jakkolwiek, wraz z przenikaniem innych kultur, powoli zaczyna on zanikać. Dzieci z tego plemienia bywają pomalowane biała glinką, którą kropkują ciało lub twarz.
Życie we wsi oparte jest zwykle na wspólnocie, dzielącej między siebie bydło i jego produkty (krew i mleko – podobnie jak u Masajów). Na czele wspólnoty stoi wódz, noszący futrzaną koronę kapłana-króla. Jest on zwykle po prostu najbardziej szanowanym starszym i w każdej chwili może być usunięty ze stanowiska. Sam lud jest słabo wykształcony, tylko niewielka część posługuje się amharskim, oficjalnym językiem Etiopii.
Ludy te, a w szczególności Mursi, żyją pod groźbą wysiedlenia z terenów plemiennych oraz zakazu wypasu i uprawy roli na nich. Wiąże się to z polityką Fundacji Afrykańskich Parków, znaną także jako Ochrona Parków Afrykańskich.

Obszary te, jako część większego terenu, w roku 1980 zostały wpisane na Listę światowego dziedzictwa UNESCO.
Surma byli zmuszeni przez władze parków do podpisania (poprzez odcisk palca) dokumentów, których nie byli w stanie przeczytać. Dokumenty te stanowiły zgodę Surma na oddanie ich ziem bez żadnej rekompensaty. Następnie zostały użyte do legalizacji granic Parku Narodowego Omo, który przejęty został przez Parki Afrykańskie. Proces ten, gdy się zakończy, uczyni z Surma „nielegalnych lokatorów” na ich własnej ziemi. Podobny los może czekać inne grupy etniczne tych terenów: Dizi i Nyangatom.
W listopadzie 2004 lokalna policja i władze parku spaliły 463 domów Guji w Parku Narodowym Necz Sar w Etiopii. Ludzie zostali eksmitowani, jakkolwiek bez pozwolenia na opuszczenie terenu, do czasu podpisania przez Fundację Parków Afrykańskich porozumienia z rządem o przejęcie zarządzania nad parkiem.